# Holomelina ostenta
Holomelina ostenta là một loài bướm đêm thuộc phân họ Arctiinae, họ Erebidae.